# Bathurst (Canada)
Bathurst è una città del Canada ed è il maggior centro della contea di Gloucester, nella provincia del Nuovo Brunswick.
Qua nacque il regista ed attore Joseph De Grasse.